# Nadie (Game of Thrones)
«Nadie» es el octavo episodio de la sexta temporada de la serie de televisión de fantasía medieval Game of Thrones, de la cadena HBO. Los creadores de la serie David Benioff y D. B. Weiss escribieron el episodio y Mark Mylod lo dirigió.
"Nadie" recibió críticas positivas por parte de los críticos, quienes enumeraron la conclusión de la historia de Arya con los Hombres Sin Rostro, la reintroducción de la Hermandad Sin Estandartes y el esquema de Jaime de retomar Aguasdulces como puntos altos del episodio. El rodaje de la escena de la persecución del episodio entre Arya y la niña desconocida requirió un mes de práctica en Belfast para conseguir la coreografía correcta. En Estados Unidos, el episodio alcanzó una audiencia de 7,60 millones en su emisión inicial. El episodio fue la selección de Maisie Williams y Peter Dinklage para los 68 Premios Primetime Emmy para apoyar sus nominaciones.

## Argumento

### En las Tierras de los Ríos
Sandor Clegane sigue la pista de la Hermandad sin Estandartes, mientras que mata a un grupo de hombres por el camino. A continuación, se encuentra con Lord Beric Dondarrion y Thoros de Myr quienes se están preparando para ejecutar a los tres miembros responsables del ataque a los aldeanos. Tras las ejecuciones, Beric y Thoros tratan de reclutar a Sandor a la Hermandad explicando, que tienen la intención de dirigirse hacia el Norte para combatir a los Caminantes Blancos.
Brienne y Pod llegan a Aguasdulces, donde se reúnen con Ser Jaime Lannister y Bronn. Brienne explica que ha llegado para reclutar al Pez Negro y el ejército de la Casa Tully para Sansa Stark, pero Jaime señala que el Pez Negro es asediado en ese mismo momento, negado a rendir el castillo. Brienne propone que si ella puede convencer al Pez Negro para rendir el castillo, y Jaime acuerda que se unirá a ella si así lo consigue al anochecer. A continuación, devuelve a Jaime la espada Guardajuramentos, afirmando que ha completado su misión. Jaime, sin embargo, le dice que se la puede quedar. Brienne a continuación, intenta negociar con el Pez Negro, pero él se niega a abandonar Aguasdulces, a pesar de ser comprensivo con la situación de Sansa.
Mientras tanto, Jaime habla con Edmure Tully, tratando de ganar su cooperación tentándolo con ver a su hijo recién nacido; a quien no ha visto nunca; y ofreciendo llevarlos a Roca Casterly, lejos de los Frey. Edmure lanza improperios contra Jaime y le recuerda todos sus errores del pasado, preguntándole cómo puede vivir así consigo mismo. Jaime responde que quiere tomar Aguasdulces para volver a estar con Cersei, y que está dispuesto a hacer cualquier cosa para lograrlo, incluso si eso significa matar a todos los Tully que encuentre. Jaime envía a Edmure a parlamentar con su tío el Pez Negro. A pesar de las protestas de este último, los soldados Tully permiten la entrada de Edmure al castillo. Edmure a continuación, ordena a sus hombres rendir Aguasdulces, y también ordena la captura del Pez Negro. El Pez Negro ayuda a Brienne y a Podrick escapar, pero Brynden se queda atrás para luchar hasta el final.
Jaime es informado sobre la muerte del Pez Negro, y ve a Brienne y Pod escapando por el Tridente. Ambos se miran unos instantes mientras se despiden desde la distancia.

### En Meereen
Con los sacerdotes rojos de su lado y difundiendo la palabra de Daenerys, Tyrion Lannister y Varys pasean por Meereen. Después de advertir a Tyrion de no confiar en los sacerdotes rojos, Varys marcha a Poniente en busca de más aliados. Tyrion tiene entonces una charla con Gusano Gris y Missandei. A continuación, tratan de pasar el tiempo bebiendo vino y contando chistes, pero son interrumpidos con la noticia de que atacan los esclavistas. A medida que la flota de los Maestros bombardean Meereen, Tyrion y Gusano Gris discuten el plan de defensa en el momento que Daenerys Targaryen vuelve a la ciudad, al llegar a la cima de la Gran Pirámide con Drogon.

### En Desembarco del Rey
La Fe Militante, encabezada por Lancel Lannister con el beneplácito del rey Tommen Baratheon, llegan para llevarse a Cersei Lannister a ver al Gorrión Supremo. Cersei se niega a ir con ellos, y cuando uno de los militantes trata de atacar, es brutalmente asesinado por Gregor Clegane. Al ver al resto de los militantes intimidados, Cersei señala que el Gorrión Supremo es libre de ir a la Fortaleza Roja para verla. A continuación, asiste a una proclamación en el salón del trono, pero su tío Kevan Lannister le impide el paso hasta su hijo. Tommen anuncia la fecha en que se llevarán a cabo los juicios de Cersei y de Loras Tyrell, y de paso anuncia la prohibición del juicio por combate. Qyburn informa luego a Cersei sobre el «rumor» que ella le ordenó investigar, y destaca que hay «mucho más» que un rumor.

### En Braavos
Lady Crane vuelve a su cámara para encontrar una Arya Stark herida y escondida, a quien atiende sus heridas. Tras ofrecerle unirse a la compañía de comediantes, Arya le responde que lo que pretende es huir más allá del continente. A medida que Arya se recupera, la Niña Abandonada llega y mata a Lady Crane, con la intención de matar a Arya también. Arya huye por las calles de Braavos hasta una habitación, donde es alcanzada por la Niña Abandonada tras perseguirla. Allí Arya utiliza a Aguja para cortar una vela, sumiendo la habitación en la oscuridad.
En la Casa de Blanco y Negro, Jaqen H'ghar encuentra un rastro de sangre que sigue, y encuentra la cara de la Niña Abandonada. Arya aparece ante él espada en mano. Jaqen felicita a Arya diciéndole que ella es finalmente "Nadie". Sin embargo, Arya rechaza las felicitaciones, indicando simplemente que "Una niña es Arya Stark de Invernalia. Y me voy a casa", antes de girarse y salir del lugar. Jaqen sonríe con orgullo mientras observa a Arya marcharse. 

## Producción

### Guion
El episodio fue escrito por los creadores de la serie David Benioff y D. B. Weiss. Algunos elementos del episodio se basan en la sexta novela de la serie Canción de hielo y fuego llamada Vientos de invierno, la cual George R. R. Martin esperaba haber completado antes de que comenzara la sexta temporada. También adapta el capítulo "Jaime VII" de Festín de cuervos, que representa el sitio de Aguasdulces.

## Reparto
En este episodio se vio la reintroducción de Richard Dormer y Paul Kaye, quienes interpretaron a Beric Dondarrion y Thoros de Myr respectivamente, en la tercera temporada. Su última aparición fue en esta misma, concretamente en el episodio "The Bear and the Maiden Fair". El episodio también incluyó la muerte de varios personajes recurrentes en la serie ya que sería la última aparición de Faye Marsay quien interpretó a la niña desconocida. Además, fueron las últimas apariciones de actores recurrentes como Clive Russell (Brynden Tully) y Essie Davis (Lady Crane).

## Recepción

### Recepción crítica
El episodio fue recibido en su mayoría positivamente por los críticos, ha recibido una calificación de 87 % en el sitio web de la revisión agregador Rotten Tomatoes de 46 reseñas con una puntuación media de 7,2 / 10.